# Saleilles
Saleilles is een gemeente in het Franse departement Pyrénées-Orientales (regio Occitanie). De plaats maakt deel uit van het arrondissement Perpignan. In 1923 werd Saleilles een zelfstandige gemeente; voordien hoorde het bij Cabestany. Saleilles telde op 1 januari 2022 5.724 inwoners.

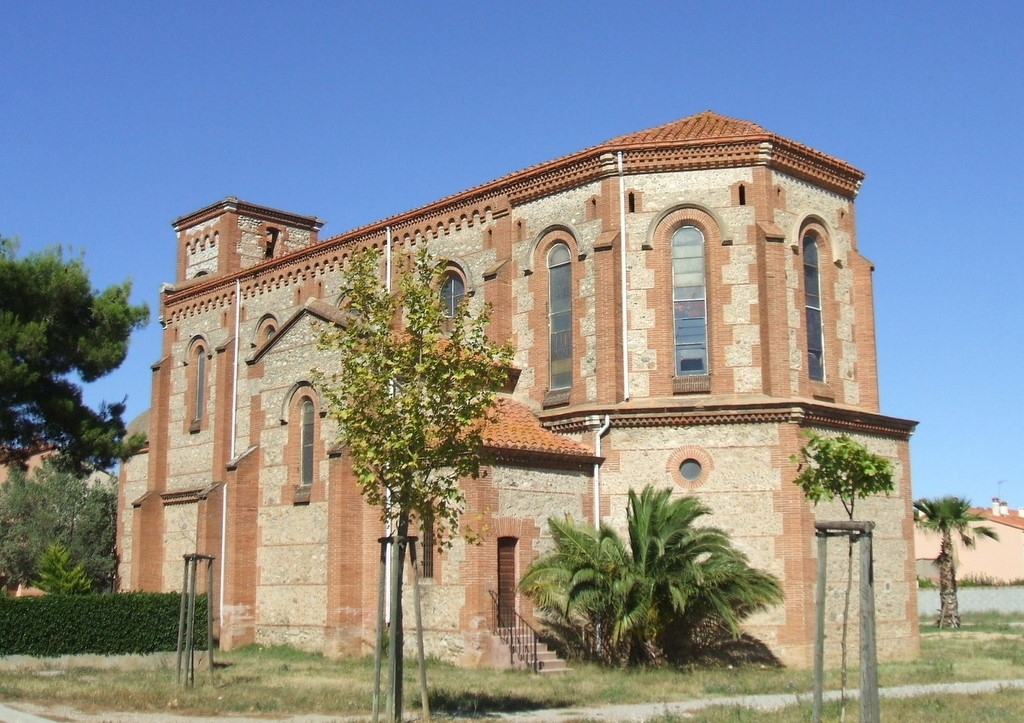
Kerk St. Étienne
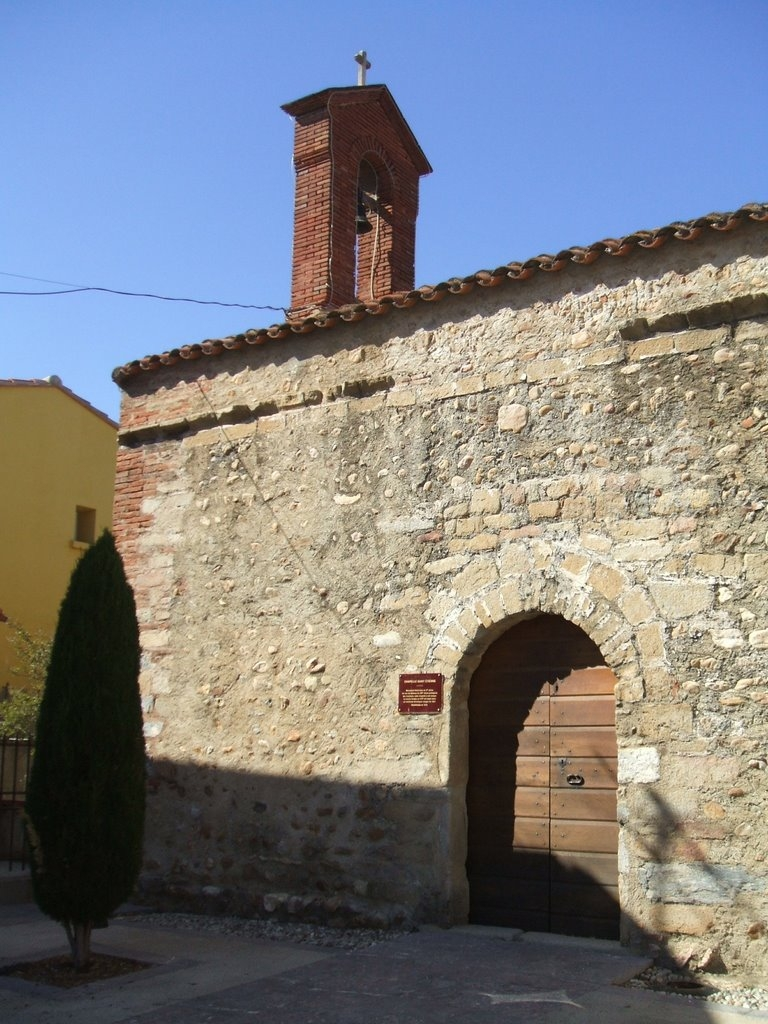
Kapel in Saleilles
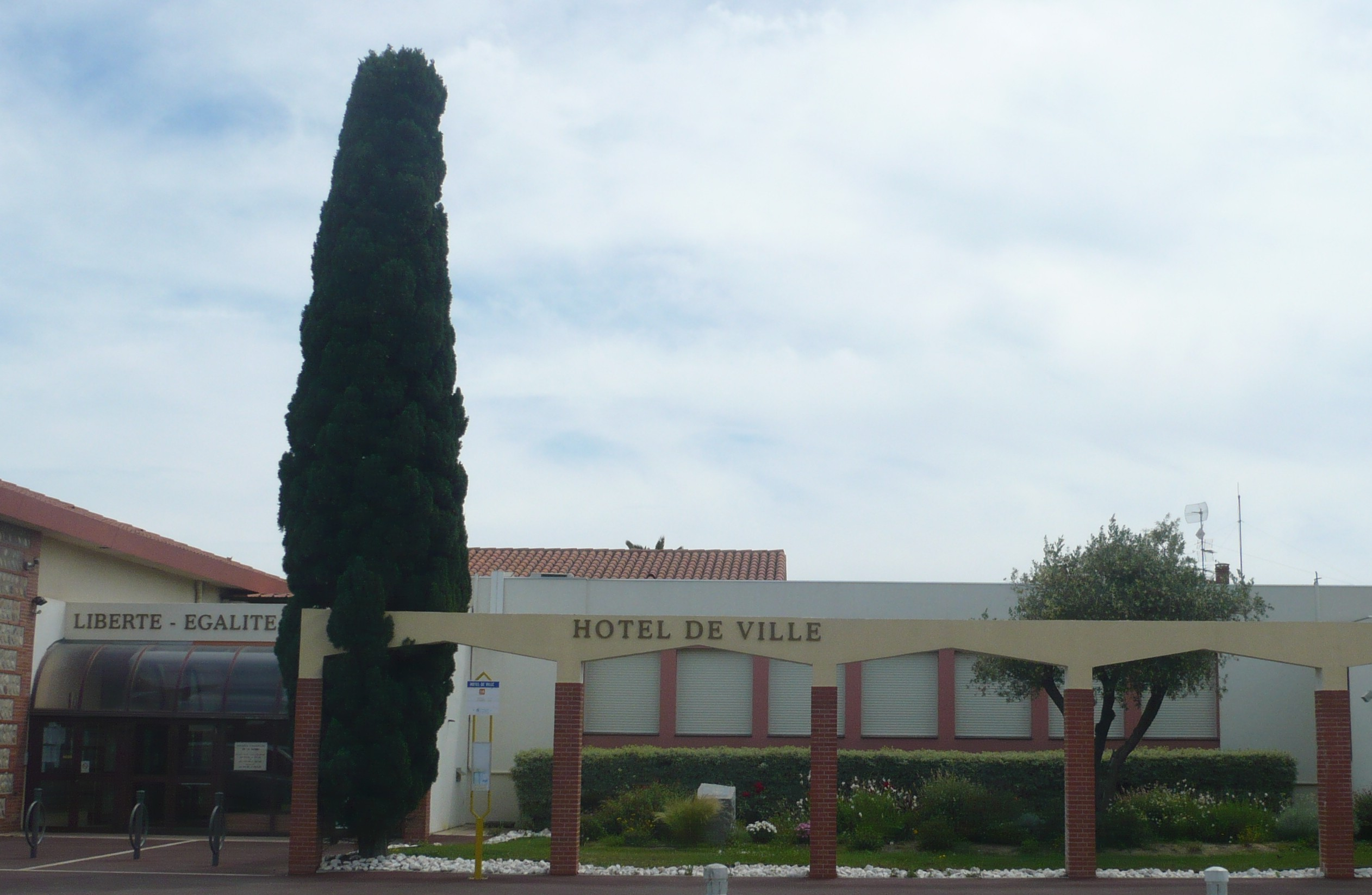
Gemeentehuis

## Geografie
De oppervlakte van Saleilles bedroeg op 1 januari 2022 6,12 vierkante kilometer; de bevolkingsdichtheid was toen 935,3 inwoners per km². De gemeente ligt in de vlakte van Roussillon.

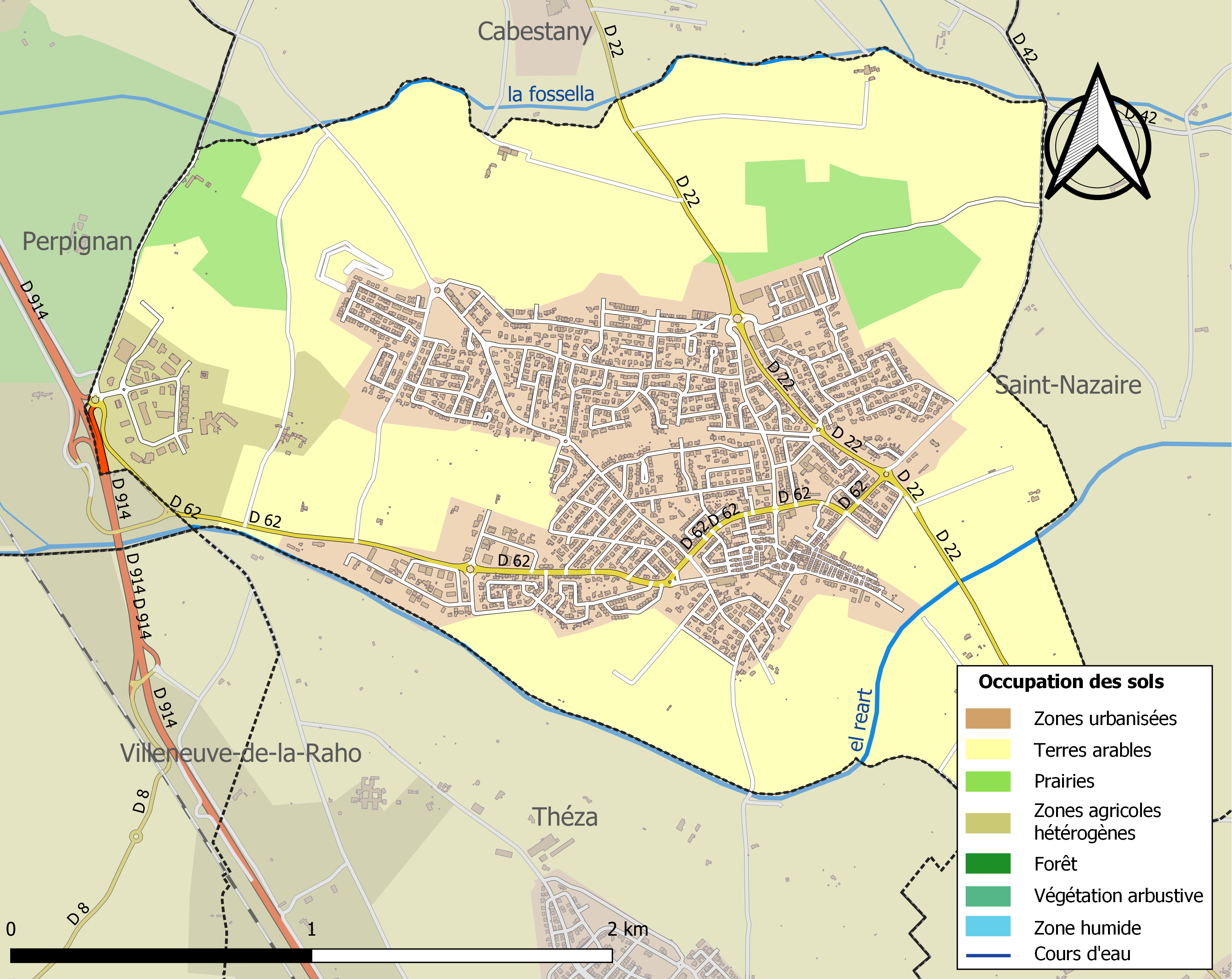
Kaart van de gemeente met de belangrijkste infrastructuur, bodemgebruik en omliggende gemeenten

## Demografie
Onderstaande figuur toont het verloop van het inwonertal (bron: INSEE-tellingen).